# 谢朗河畔阿尔比
谢朗河畔阿尔比（法語：Alby-sur-Chéran，法語發音：[albi syʁ ʃeʁɑ̃]）是法国上萨瓦省的一个市镇，位于该省西南部，属于阿讷西区。

## 地理
谢朗河畔阿尔比（45°49'0"N, 6°1'15"E）面积6.56 平方千米，位于法国奥弗涅-罗讷-阿尔卑斯大区上萨瓦省，该省份为法国东部省份，历史上为薩伏依的一部分，北与瑞士接壤，西接安省，南至萨瓦省，东与瑞士和意大利接壤。
与谢朗河畔阿尔比接壤的市镇（或旧市镇、城区）包括：沙佩里、埃里叙拉尔比、马里尼-圣马塞尔、米尔、圣费利克斯、圣西尔韦斯特、维于拉谢萨。
谢朗河畔阿尔比的时区为UTC+01:00、UTC+02:00（夏令时）。

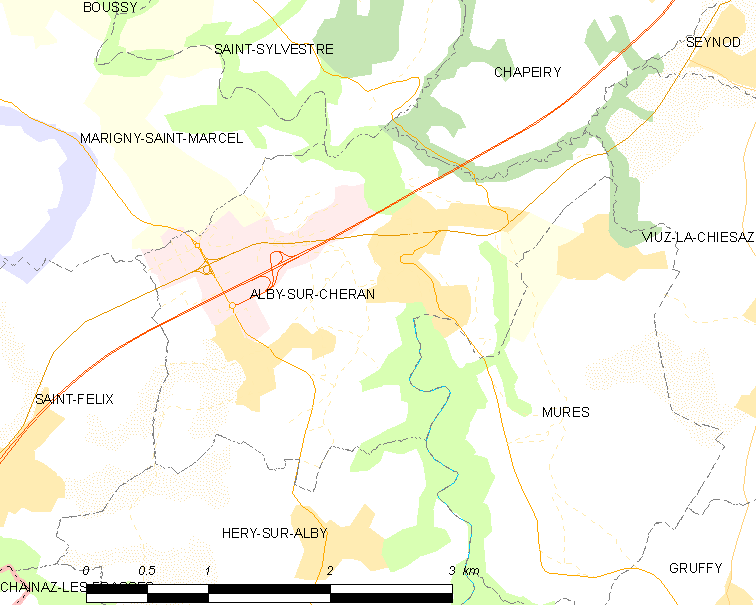
谢朗河畔阿尔比的OSM定位图

## 行政
谢朗河畔阿尔比的邮政编码为74540，INSEE市镇编码为74002。

## 政治
谢朗河畔阿尔比所属的省级选区为吕米伊县。

## 交通
法国国家A41号高速公路经过境内并设有出入口，上萨瓦省省道D3线、D31线和D1201线经过谢朗河畔阿尔比境内，另有客运巴士前往省会阿讷西。

## 人口

1962-2008年间谢朗河畔阿尔比人口变化图示

谢朗河畔阿尔比于2022年1月1日时的人口数量为2643人。